# The Ganymede Club
The Ganymede Club est un roman de science-fiction de l'auteur américain Charles Sheffield paru aux éditions Tor Books en 1995. C'est le second opus de la trilogie Cold as Ice.